# Wilhelm Wandschneider

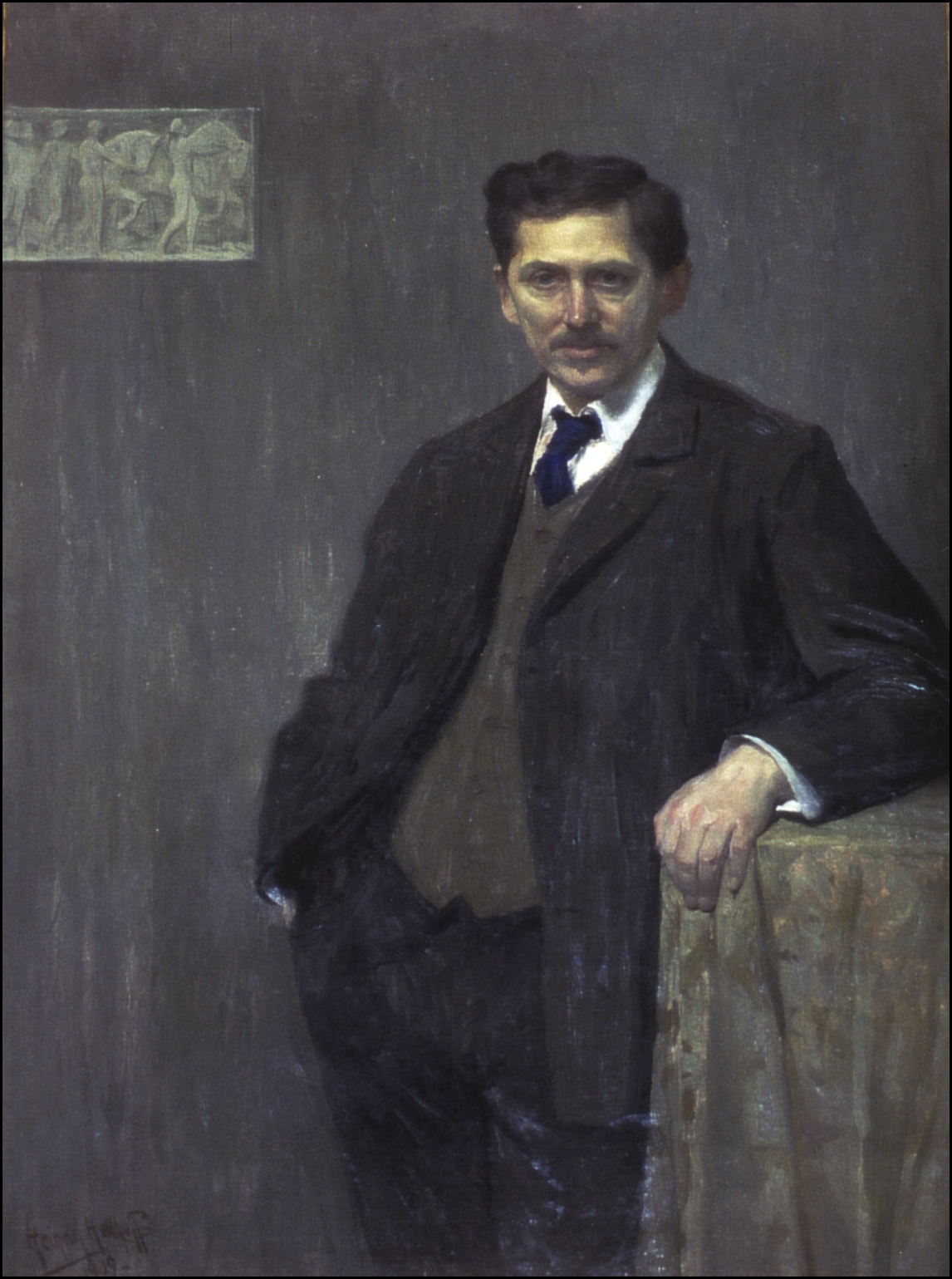
Wilhelm Wandschneider, Ölgemälde von Heinrich Hellhoff (1909)

Wilhelm Georg Johannes Wandschneider (* 6. Juni 1866 in Plau am See; † 23. September 1942 ebenda) war ein deutscher Bildhauer und Medailleur. Leben und Werk des Künstlers sind seit 1994 im Plauer Bildhauermuseum Prof. Wandschneider dokumentiert.

## Biografie

### Kindheit und Jugend in Plau
Wilhelm Wandschneider wurde geboren als Sohn des Malermeisters Ludwig Wandschneider (1827–1890) und dessen Frau Christine, geb. Koch (1840–1905). Seine Geschwister waren Marie (verh. Niemann, 1869–1934) und Karl Wandschneider (1869–1938).
Wandschneider besuchte zunächst die unteren Klassen der Plauer Stadtschule. Der Familientradition folgend, erlernte er nach Abschluss der Schulzeit in der Werkstatt des Vaters das Malerhandwerk; die „Pinselführung und Quaststreicherei“. Die wenigen freien Stunden nutzte er zum Zeichnen und Malen, später auch zum Modellieren. Als Malergehilfe ging Wilhelm Wandschneider im Sommer 1884 auf Wanderschaft nach Güstrow und Rostock. Im März 1885 erteilte ihm der Vater dann die Erlaubnis, nach Berlin zu fahren und sich Arbeit zu suchen.

### Künstlerischer Werdegang
Der Plauer Bürgermeister Gustav Holldorff (1850–1898) hatte sich einige plastische Arbeiten Wandschneiders zeigen lassen und setzte sich daraufhin bei Großherzog Friedrich Franz III. für die Gewährung eines Stipendiums ein. Zunächst musste dazu ein Gutachten eines bekannten Bildhauers eingeholt werden. Wandschneider stellte sich in Berlin bei Ludwig Brunow und Martin Wolff vor, die beide wohlwollend über das künstlerische Talent urteilten. Auf einen Bittbrief des Plauer Bürgermeisters hin gewährte der Großherzog ein einmaliges, persönliches Geldgeschenk von 150 Mark zu weiterer Ausbildung Wandschneiders an der Königlichen Kunstschule. Im Herbst 1886 bestand er die Aufnahmeprüfung für die Akademische Hochschule der Bildenden Künste. Die Immatrikulation erfolgte am 12. November 1886. Unter seinen Lehrern waren u. a. Julius Ehrentraut, Albert Wolff und Gerhard Janensch. Zur praktischen Weiterbildung arbeitete er in den Ateliers bei Karl Hilgers, Ernst Herter, Martin Wolff und Ludwig Brunow. Sie alle standen in der Tradition der Berliner Bildhauerschule. Besonderer Förderer Wandschneiders während der Studienzeit wurde Albert Wolff. Unter seinen Mitschülern pflegte er besonders zu Constantin Starck und Hermann Hidding ein freundschaftliches Verhältnis.
Im Mai 1895 wechselte Wandschneider mit Empfehlung der Akademie als Meisterschüler in das Atelier von Reinhold Begas. 1895 gewann er den von der Rohr’schen Stiftung ausgeschriebenen Preis in Höhe von 4500 Mark für eine einjährige Kunst- und Studienreise nach Italien. Nach einem mehrwöchigen Aufenthalt in Paris erreichte Wandschneider Rom am 24. Dezember 1895. Die Akademie hatte dort für ihre Stipendiaten ein Atelier der Villa Strohl-Fern angemietet. Auf dem Kostümfest des Deutschen Künstlervereins in Rom begegnete Wandschneider im Januar 1896 Anna Kreß, die er zwei Jahre später heiratete. Im Mai 1896 trat Wandschneider die Heimreise an.

### Schaffen

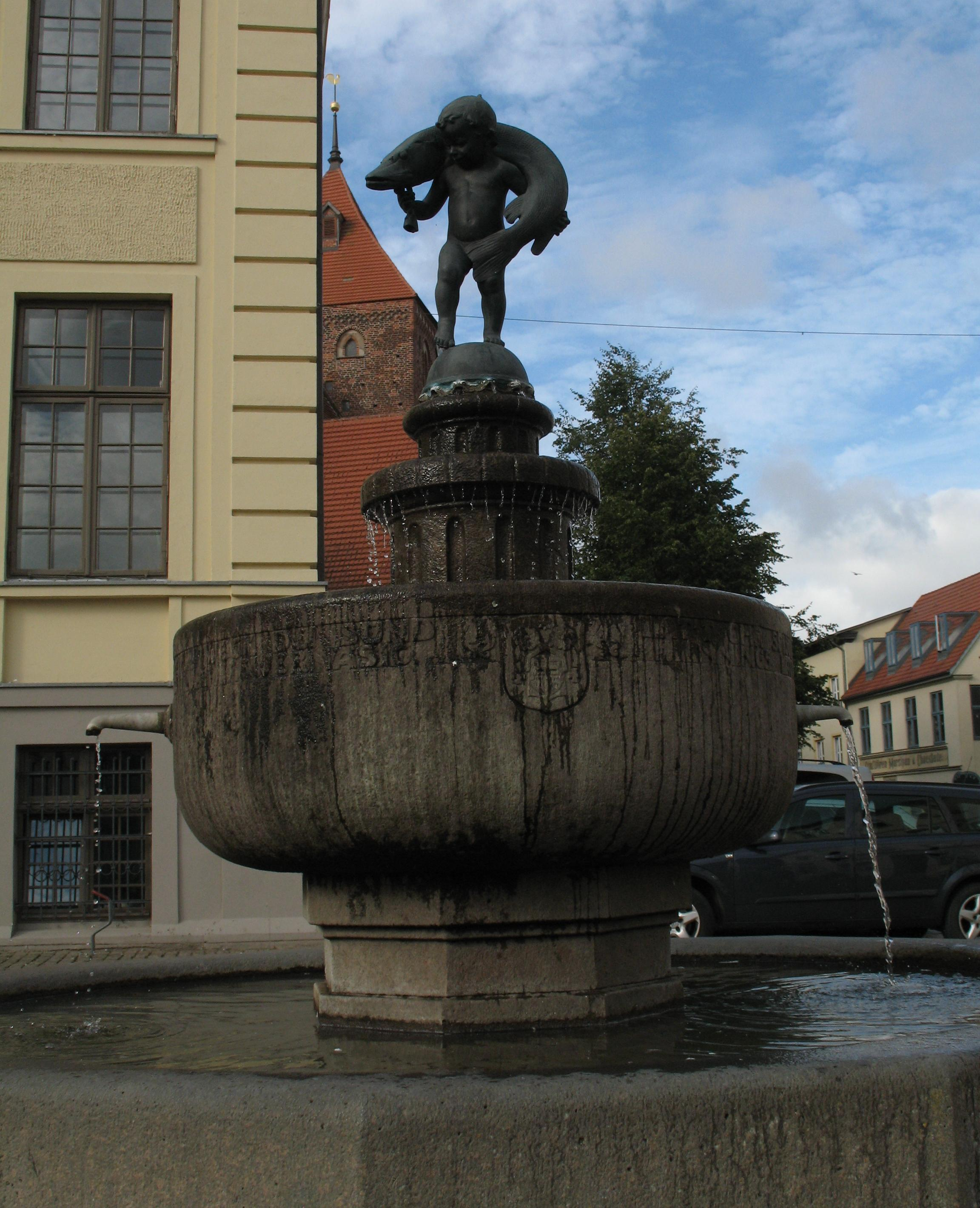
Hechtbrunnen in Teterow

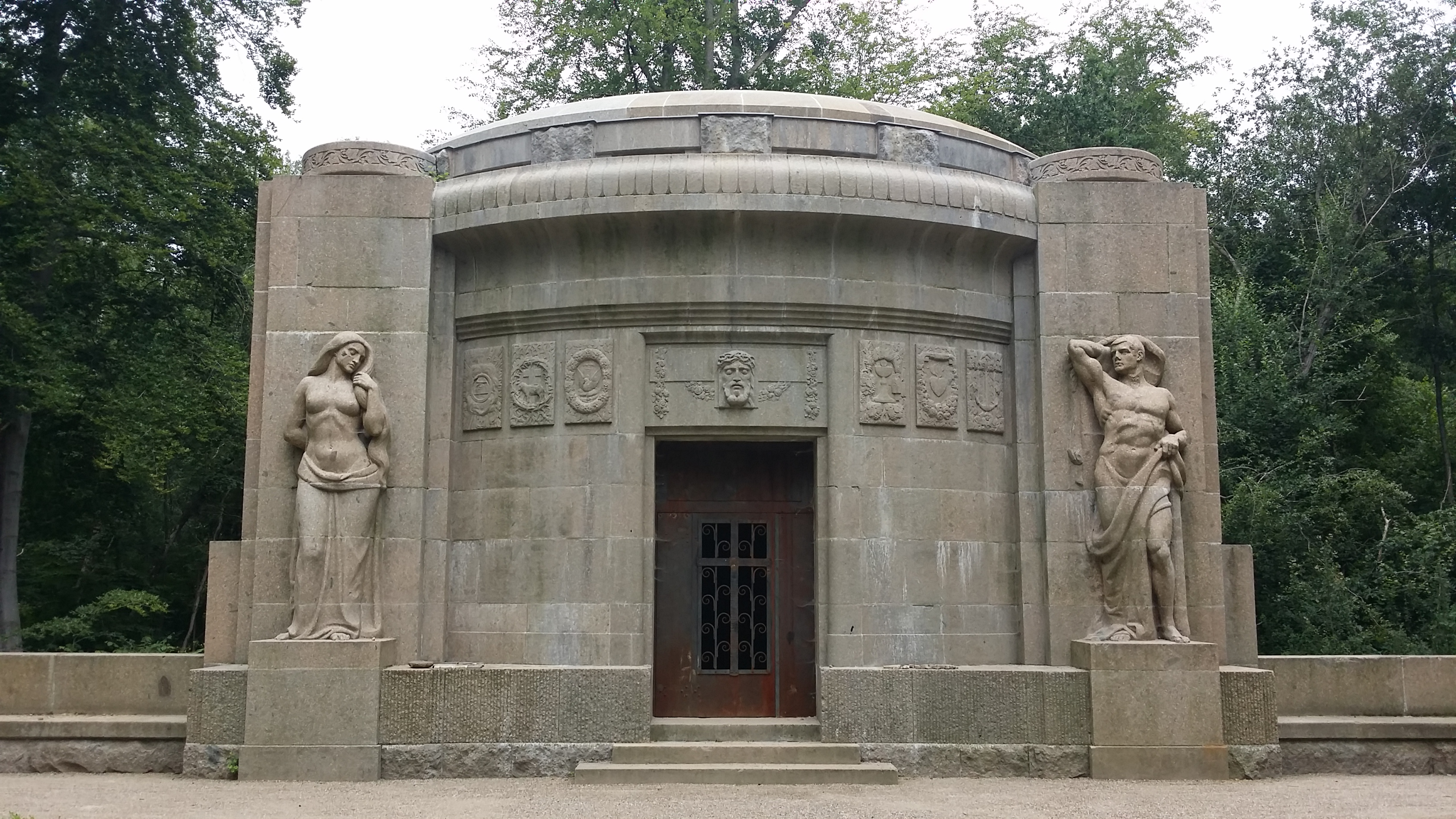
Mausoleum Karow (2020)

Wandschneider beteiligte sich an zahlreichen, zumeist anonym veranstalteten, Wettbewerben um Denkmäler und Brunnen im ganzen Land. Er gewann insgesamt 27 Preise, darunter die Ausführungen für das Kaiser-Wilhelm-I.-Denkmal in Neustettin und für das Kaiser-Friedrich-III.-Denkmal in Dortmund. Die beiden Statuen wurden im September bzw. Oktober 1898 enthüllt. Es folgten u. a.: Denkmal Werner von Siemens in Charlottenburg (1899), Bismarckdenkmal Schwerin (1901), das Rostocker Friedrich-Franz-III.-Denkmal (1901) und das Dreyse-Denkmal Sömmerda. Ferner stammt die Figur des Bischofs Adalbert im Innenhof des Hamburger Rathauses von ihm.
Über seinen Freund Constantin Starck kam Wandschneider 1899 in Kontakt zu Mecklenburgs Herzog-Regenten Johann Albrecht. Dieser erteilte ihm in den Folgejahren mehrere Aufträge, u. a. für den Kruzifix am Grabe Großherzogs Friedrich Franz III. im Helenen-Paulownen-Mausoleum Ludwigslust. In den Jahren von 1897 bis 1916 erlebte Wandschneider als Bildhauer seine erfolgreichsten Jahre. Fast ununterbrochen stellte er von 1893 bis 1919 auf der Großen Berliner Kunstausstellung aus. Auch auf Ausstellungen in Dresden, München, Schwerin, Düsseldorf und im Ausland in St. Louis, Venedig, Wien, London, Glasgow und Liverpool war der Name Wandschneider vertreten. In Mecklenburg bekamen Güstrow mit dem Brinckman-Brunnen „Voß un Swinegel“ (1908), Stavenhagen mit dem Fritz-Reuter-Denkmal (1911), Teterow mit dem „Hechtbrunnen“ (1914) und Karow mit dem Schlutius-Mausoleum (1911–1916) Werke aus Wandschneiders Werkstatt.

### Internationale Ausstellungen und Wettbewerbe
Als der Name Wilhelm Wandschneider in Deutschland in weiten Kreisen schon bekannt war, sann der Künstler darauf, sich auch im Ausland anzubieten. Erste Gelegenheit war die Delegierung von einigen seiner Arbeiten zur Weltausstellung 1904 in St. Louis/USA. Der Coriolan bekam eine Goldene Medaille. 1906 erhielt er auf der Großen Berliner Kunstausstellung eine kleine Goldmedaille für die Bronzefigur Der Sieger, die Kaiser Wilhelm II. ankaufte und im Tiergarten Berlin aufstellen ließ.
Er bewarb sich auch bei internationalen Denkmalswettbewerben, u. a. Denkmal José Rizal für Manila, Reiterdenkmal Peter der Große für Riga, Reiterdenkmal Alexander II. für St. Petersburg, Denkmal Pjotr Arkadjewitsch Stolypin für Moskau, Reiterdenkmal Louis Botha für Kapstadt, Reiterdenkmal Simón Bolívar für Quito. Die genannten Wettbewerbe blieben, mit Ausnahme eines 3. Preises beim Denkmal für Zar Peter den Großen in Riga, alle ohne Erfolg, hingegen wurde die Konkurrenz um das Barclay-de-Tolly-Denkmal in Riga zu einem unerwartet großen Erfolg. Wandschneider erhielt alle drei Preise und den Auftrag. Wenig später bekam er die Einladung für einen internationalen Wettbewerb um ein Denkmal für St. Louis/USA. Es sollte drei Deutschamerikanern, den Publizisten und Politikern Carl Schurz, Emil Preetorius und Carl Daenzer gewidmet sein. Mit der Figur „Die Nackte Wahrheit“ bekam Wandschneider auch hier den Auftrag.
Als persönlicher Auftrag von Kaiser Wilhelm II. entstand im Kriegsjahr 1915 das dritte große Denkmal Wandschneiders auf ausländischem Boden. In gegenseitiger Abstimmung mit den Behörden der besetzten französischen Gebiete beschloss die deutsche Militärbehörde, ein gemeinsames Ehrenmal für die Gefallenen beider Seiten zu errichten. Als Standort wurde der Soldatenfriedhof St. Martin bei St. Quentin in Nordfrankreich ausgewählt. Seit 2023 sind Friedhof und Denkmal Teil des UNESCO-Weltkulturerbes Grab- und Gedenkstätten des Ersten Weltkriegs (Westfront).

### Jahre in Berlin – Rückkehr nach Plau
Nach dem Zusammenbruch des Kaiserreiches als Folge des Ersten Weltkrieges geriet eine große Zahl der bildenden Künstler – so auch Wandschneider – in existenzielle Bedrängnis. Die alten Auftraggeber öffentlicher Denkmäler gab es durch die politischen und wirtschaftlichen Umwälzungen nicht mehr, ebenso sank die Zahl privater Auftraggeber. Zeitweise musste Wandschneider seine 6 Kinder mit Essen aus der Volksküche ernähren.
Einzige Auftraggeber waren in den frühen 1920er Jahren die Militär- und Kriegervereine, die zunehmend mit revanchistischen Inhalten versehene Denkmäler für ihre gefallenen Kameraden errichten ließen. In dieser Zeit schuf er das Malchower Kriegerdenkmal 1914–18, das sogenannte Hakenkreuzdenkmal.
1925 sah sich Wandschneider gezwungen, das Atelierhaus in Berlin zu verkaufen. Nunmehr fast 60-jährig, setzte er sich in seiner Vaterstadt Plau zur Ruhe. Die Nachricht von der Rückkehr ihres berühmten Sohnes nahm man in der Plauer Stadtverwaltung mit Freude auf. Zum 60. Geburtstag wurde Wandschneider zum Ehrenbürger der Stadt ernannt. Die Stadtväter stellten in der Stadtschule einen Raum zur Verfügung, in dem zunächst 70 Gipsmodelle seiner Werke ausgestellt wurden. Ein erstes „Wandschneider-Museum“ war gegründet und bestand bis 1947.

### Zeit des Nationalsozialismus
Ab 1930 war Wandschneider Mitglied der NSDAP. Beruflich profitierte er durch seine frühe NSDAP-Mitgliedschaft, die ihm eine ansehnliche Zahl von Kleinaufträgen einbrachte. In den Jahren der NS-Herrschaft entstanden auch größere Werke: Sämann und Mähender 1935 als Geschenk zur 700-Jahr-Feier von Plau, der Pfennigjunge 1936 für die Sparkasse Plau, das Skagerrakdenkmal mit der Figur eines Geschützmatrosen 1936 für die Stadt Rostock und der Trauernde Soldat 1937 auf dem Soldatenfriedhof Schwerin. Mit diesen gut modellierten, aber künstlerisch wenig überzeugenden Arbeiten konnte der alternde Künstler nicht mehr an vorhergehende Erfolge anknüpfen. Seine bereits 1907 entstandene Aphrodite und der auf Basis des Coriolan (1903) modellierte Thor wurden 1940 und 1942 auf der von der Reichskammer der bildenden Künste organisierten Großen Deutschen Kunstausstellung gezeigt. Die Aphrodite wurde im Zuge der Ausstellung 1940 von Adolf Hitler im Rahmen des Sonderauftrag Linz angekauft und in ein Zwischenlager im Kloster Höhenfurt im besetzten Böhmen gebracht. Einen 1941 angefertigten Zweitguss stiftete Hitler 1942 im Rahmen des Sonderauftrages Linz der Stadt. Anschließend wurde die Statue im Linzer Bauernbergpark aufgestellt. 2008 ließ die Stadt Linz die von Hitler gestiftete Statue von diesem Standort entfernen. Seit dieser Zeit lagerte der umstrittene Zweitguss im Keller des Nordico-Stadtmuseums Linz. Auf Initiative des städtischen Kulturausschusses wird  Wandschneiders Aphrodite ab Ende März 2018 im Nordico Stadtmuseum Linz ausgestellt.

## Auszeichnungen und Ehrungen
- 1901: Goldene Medaille für Kunst und Wissenschaft (Mecklenburg-Schwerin)
- 1904: Goldmedaille der Weltausstellung 1904 in St. Louis/USA
- 1905: (Kleine) Goldmedaille der Internationalen Kunstausstellung München
- 1906: Goldmedaille der Großen Berliner Kunstausstellung
- 1907: Königlich-Preußischer Roter Adlerorden IV. Klasse
- 1908: Krone zum Preußischen Roten Adlerorden IV. Klasse
- 1911: Königlich-Preußischer Kronenorden
- 1911: Silberne Verdienstmedaille für Kunst und Wissenschaft des Herzogtums Braunschweig
- 1913: „Hundertjahrmedaille“ Russlands
- 1914: Preis der Kunstfreunde des Preußischen Staates
- 1926: Ehrenbürgerschaft der Stadt Plau am See